# Болінтін-Вале
Болінтін-Вале (рум. Bolintin-Vale) — місто у повіті Джурджу в Румунії. Адміністративно місту підпорядковані такі села (дані про населення за 2002 рік):
- Крівіна (928 осіб)
- Малу-Спарт (2996 осіб)
- Сусень (633 особи)

Місто розташоване на відстані 27 км на захід від Бухареста, 63 км на північ від Джурджу, 134 км на південь від Брашова.

## Населення
За даними перепису населення 2002 року у місті проживали 11 702 особи.
Національний склад населення міста:
| Національність   | Кількість осіб | Відсоток |
| ---------------- | -------------- | -------- |
| румуни           | 9890           | 84,5%    |
| цигани           | 1808           | 15,5%    |
| угорці           | 1              | < 0,1%   |
| німці            | 1              | < 0,1%   |
| росіяни-липовани | 1              | < 0,1%   |
| євреї            | 1              | < 0,1%   |

Рідною мовою назвали:
| Мова      | Кількість осіб | Відсоток |
| --------- | -------------- | -------- |
| румунська | 9897           | 84,6%    |
| циганська | 1802           | 15,4%    |
| угорська  | 1              | < 0,1%   |
| німецька  | 1              | < 0,1%   |
| російська | 1              | < 0,1%   |

Склад населення міста за віросповіданням:
| Релігія                                       | Кількість осіб | Відсоток |
| --------------------------------------------- | -------------- | -------- |
| православні                                   | 11615          | 99,3%    |
| лютерани                                      | 31             | 0,3%     |
| бретрени                                      | 27             | 0,2%     |
| римо-католики                                 | 7              | 0,1%     |
| не релігійні                                  | 6              | 0,1%     |
| баптисти                                      | 5              | < 0,1%   |
| греко-католики                                | 4              | < 0,1%   |
| адвентисти                                    | 3              | < 0,1%   |
| реформати                                     | 1              | < 0,1%   |
| лютерани (Синодально-пресвітеріанська церква) | 1              | < 0,1%   |

## Зовнішні посилання
- Дані про місто Болінтін-Вале на сайті Ghidul Primăriilor [Архівовано 27 січня 2012 у Wayback Machine.]